# Łódź Kaliska (grupa)
Łódź Kaliska – awangardowa grupa artystyczna, założona w Łodzi w 1979 roku. Od drugiej połowy lat 80. XX w. artyści tworzą fotografię inscenizowaną. Łódź Kaliska organizowała prowokacyjne happeningi. Od początku lat 80. „Łódź Kaliska" tworzyła tzw. „Kulturę Zrzuty", później tzw. „Kulturę Żenującą".
Łódź Kaliską tworzą:
- Marek Janiak
- Andrzej Kwietniewski do 2007 roku
- Adam Rzepecki
- Andrzej Wielogórski
- Andrzej Świetlik

W Łodzi przy ulicy Piotrkowskiej 102 działa Łódź Kaliska – klub, kawiarnia, pub, który jest 
siedzibą Stowarzyszenia Artystów Łódź Kaliska.